# Petersburg (Michigan)
Petersburg est une ville du comté de Monroe, dans l'État du Michigan, aux États-Unis. En 2020, sa population était de 1 171 habitants.